# Camilla Nilsson
Camilla Margareta Nilsson (ur. 3 sierpnia 1967 w Östersund) – szwedzka narciarka alpejska.

## Kariera
Po raz pierwszy na arenie międzynarodowej pojawiła się w 1983 roku, startując na mistrzostwach świata juniorów w Sestriere. Zajęła tam dziewiąte miejsce w gigancie. Podczas rozgrywanych rok później mistrzostw świata juniorów w Sugarloaf była czwarta w tej samej konkurencji, przegrywając walkę o medal z Veroniką Šarec z Jugosławii o 0,10 sekundy.
W zawodach Pucharu Świata zadebiutowała 16 marca 1985 roku w Waterville Valley, gdzie zajęła szóste miejsce w slalomie. Tym samym zdobyła pierwsze pucharowe punkty. Na podium zawodów tego cyklu pierwszy raz stanęła 4 stycznia 1987 roku w Mariborze, wygrywając rywalizację w slalomie. W zawodach tych wyprzedziła dwie Szwajcarki: Vreni Schneider i Corinne Schmidhauser. W kolejnych startach jeszcze jeden raz stanęła podium zawodów pucharowych: 13 grudnia 1987 roku w Leukerbad była druga w slalomie. W sezonie 1986/1987 zajęła 18. miejsce w klasyfikacji generalnej, a w klasyfikacji slalomu była ósma.
Wystartowała na igrzyskach olimpijskich w Calgary w 1988 roku, gdzie nie ukończyła rywalizacji w slalomie i gigancie. Po pierwszym przejeździe slalomu zajmowała drugie miejsce, tracąc do prowadzącej Vreni Schneider 0,01 sekundy. Była też ósma w gigancie podczas mistrzostw świata w Crans-Montana w 1987 roku.

## Osiągnięcia

### Igrzyska olimpijskie
| Miejsce | Dzień     | Rok  | Miejscowość | Konkurencja | Czas biegu | Strata | Zwyciężczyni    |
| ------- | --------- | ---- | ----------- | ----------- | ---------- | ------ | --------------- |
| DNF2    | 24 lutego | 1988 | Calgary     | Gigant      | 2:06,49    | -      | Vreni Schneider |
| DNF2    | 26 lutego | 1988 | Calgary     | Slalom      | 1:36,69    | -      | Vreni Schneider |

### Mistrzostwa świata
| Miejsce | Dzień    | Rok  | Miejscowość   | Konkurencja | Czas biegu | Strata | Zwyciężczyni    |
| ------- | -------- | ---- | ------------- | ----------- | ---------- | ------ | --------------- |
| 8.      | 5 lutego | 1987 | Crans-Montana | Gigant      | 2:21,22    | +2,94  | Vreni Schneider |
| DNF2    | 7 lutego | 1987 | Crans-Montana | Slalom      | 1:33,30    | -      | Erika Hess      |

### Mistrzostwa świata juniorów
| Miejsce | Dzień   | Rok  | Miejscowość | Konkurencja | Czas biegu | Strata | Zwyciężczyni  |
| ------- | ------- | ---- | ----------- | ----------- | ---------- | ------ | ------------- |
| 9.      | 4 marca | 1983 | Sestriere   | Gigant      | 2:16,79    | +3,99  | Michaela Gerg |
| 4.      | 2 marca | 1984 | Sugarloaf   | Gigant      | 2:23,08    | +0,84  | Mateja Svet   |

### Puchar Świata

#### Miejsca w klasyfikacji generalnej
- sezon 1984/1985: 62.
- sezon 1985/1986: 60.
- sezon 1986/1987: 18.
- sezon 1987/1988: 20.
- sezon 1988/1989: 22.
- sezon 1989/1990: 32.

#### Miejsca na podium
1. Maribor – 4 stycznia 1987 (slalom) – 1. miejsce
2. Leukerbad – 13 grudnia 1987 (slalom) – 2. miejsce